# 정선 필 풍악도첩
정선필 풍악도첩(鄭敾筆 楓嶽圖帖)은 서울특별시 용산구 국립중앙박물관에 있는 조선시대의 산수화이다. 2015년 4월 22일 대한민국의 보물 제1875호로 지정되었다.

## 개요
<정선필 풍악도첩>은 현재까지 알려진 정선의 작품 중 가장 이른 연대를 지니고 있다. 따라서 겸재의 진경산수화를 이해하는 데 있어 훌륭한 기준역할을 할 수 있다는 점에서 이 작품은 주목된다. 초기작이므로 후기의 원숙한 화풍에 비해 일면 미숙한 부분도 엿보이긴 하지만, 풍악도첩에 수록된 그림들은 한결같이 화가 초창기의 활력과 열의로 가득 차 있다. 금강산을 처음 대하는 화가의 정서적 반응, 그리고 우리나라 산천을 앞에 두고 이에 가장 걸맞은 표현방식을 모색해내려는 겸재 필 진경산수화의 형성과정이 잘 드러나 있는 작품이다.

### 사진첩

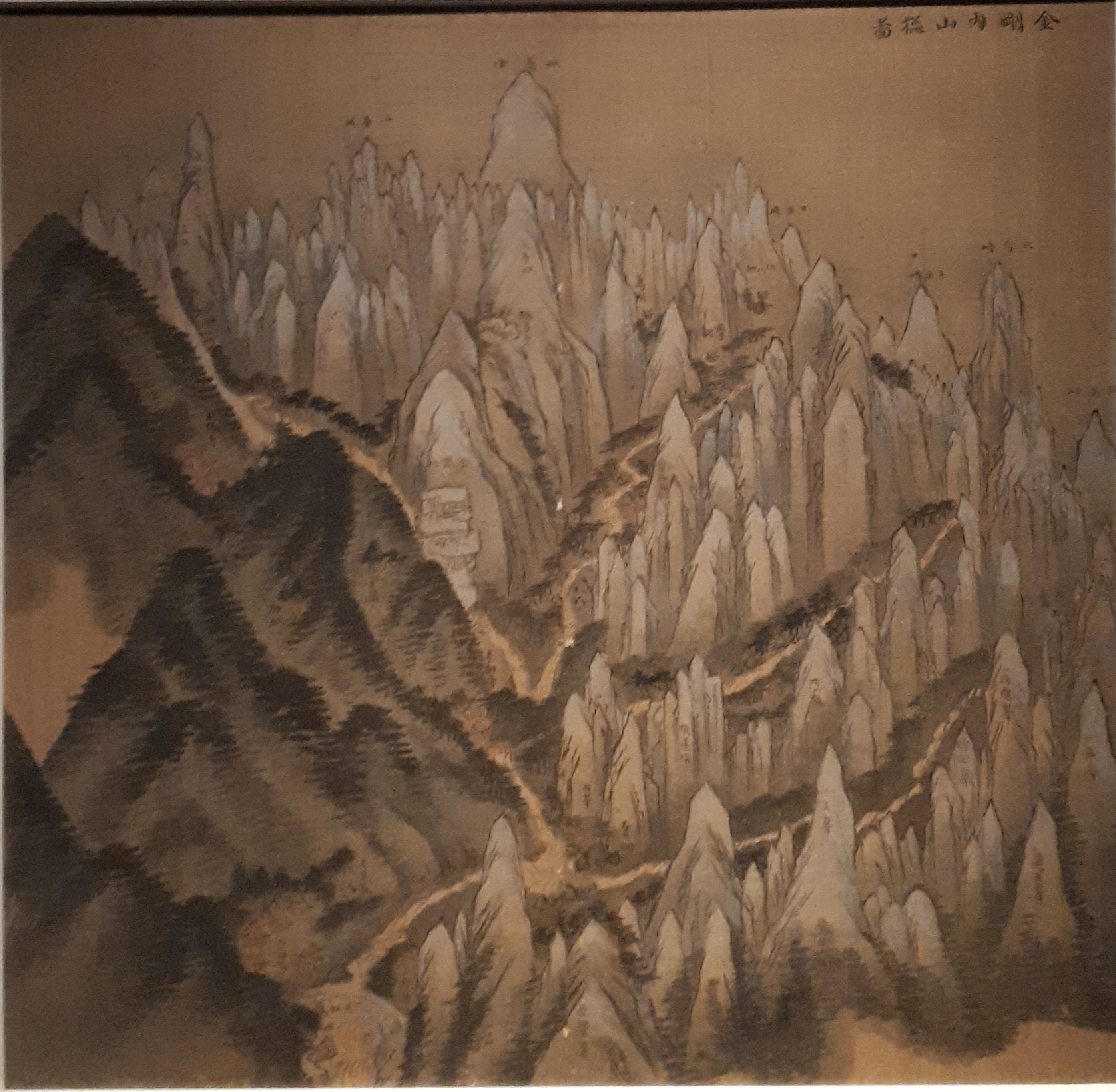
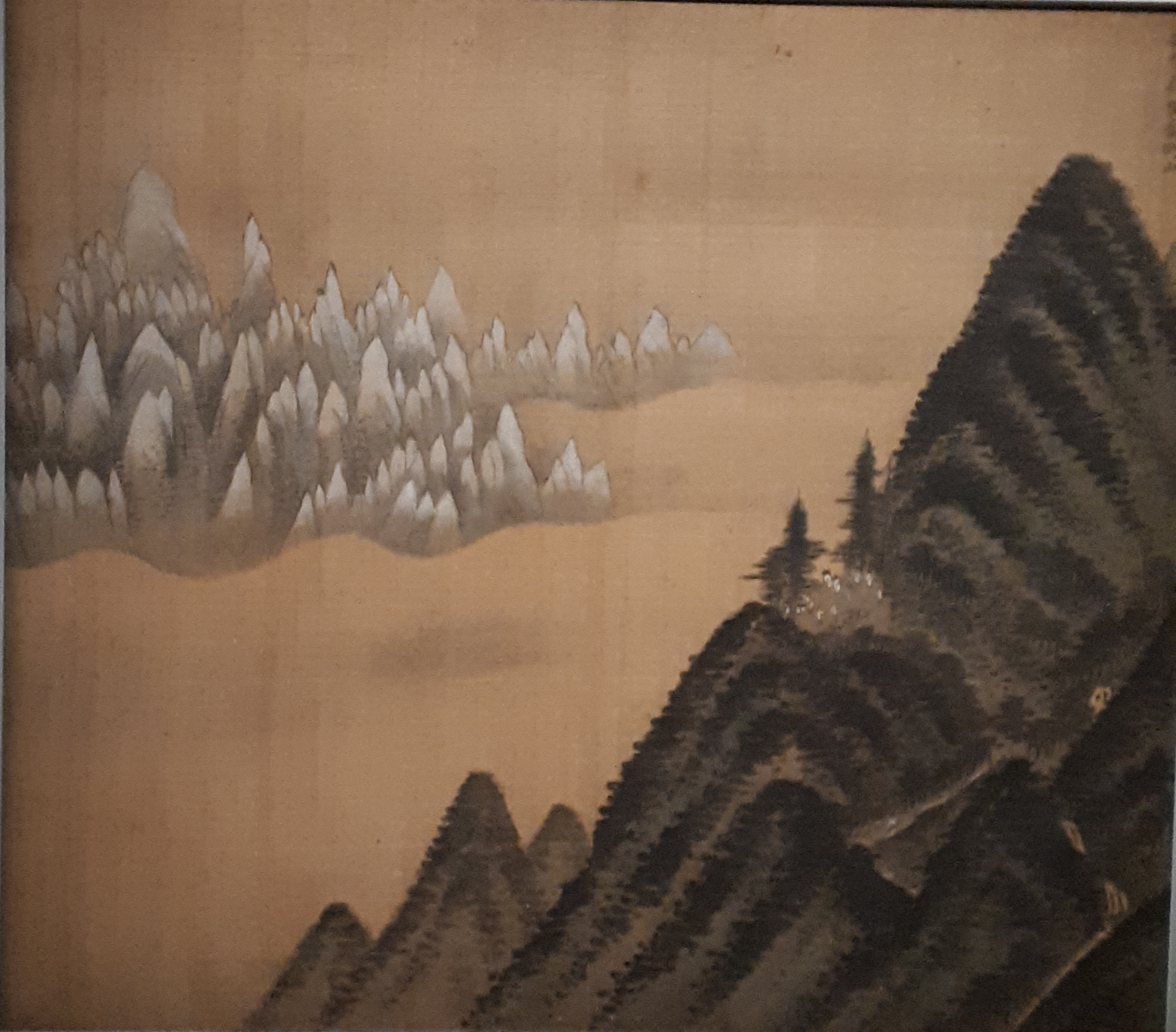
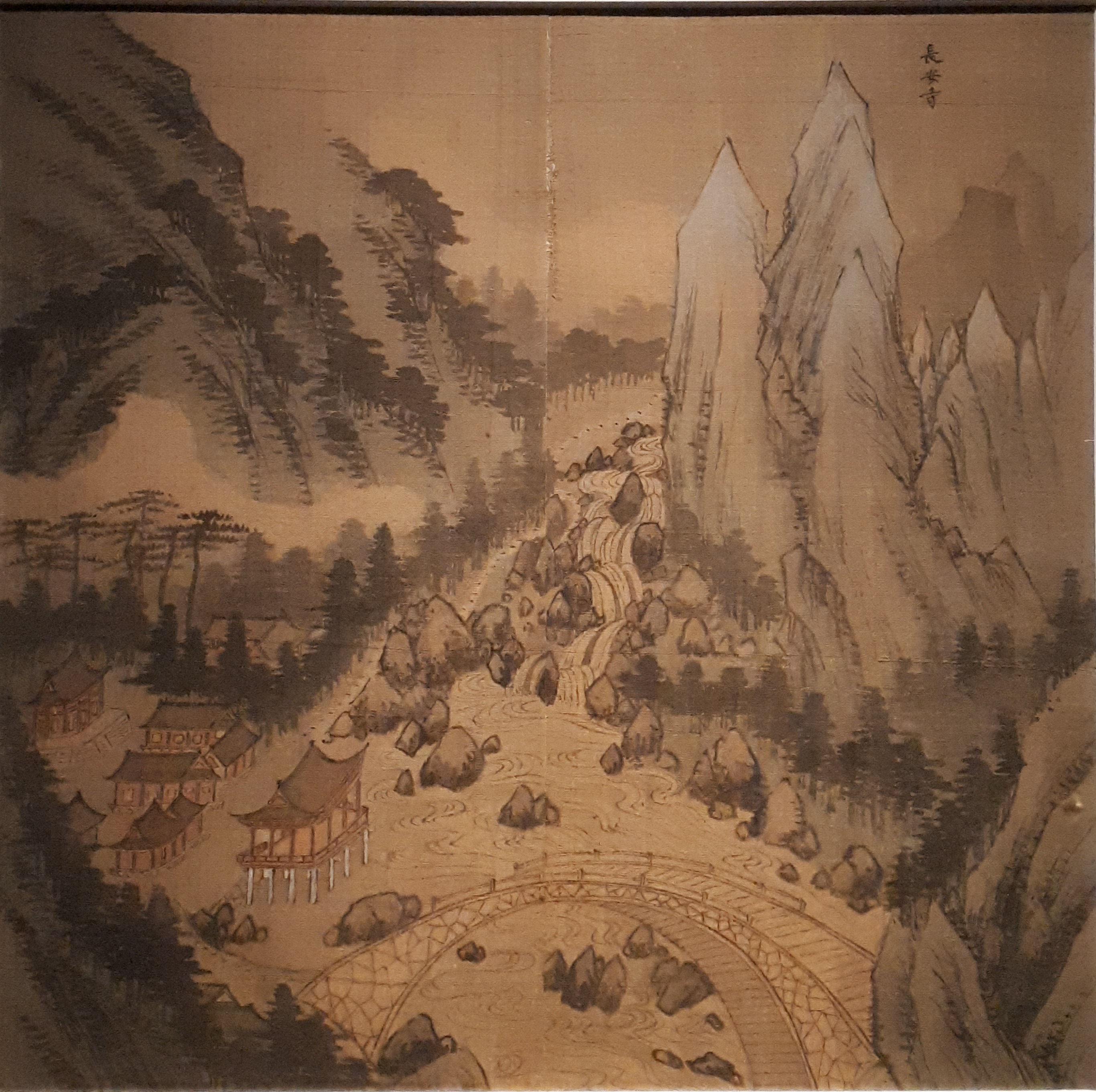
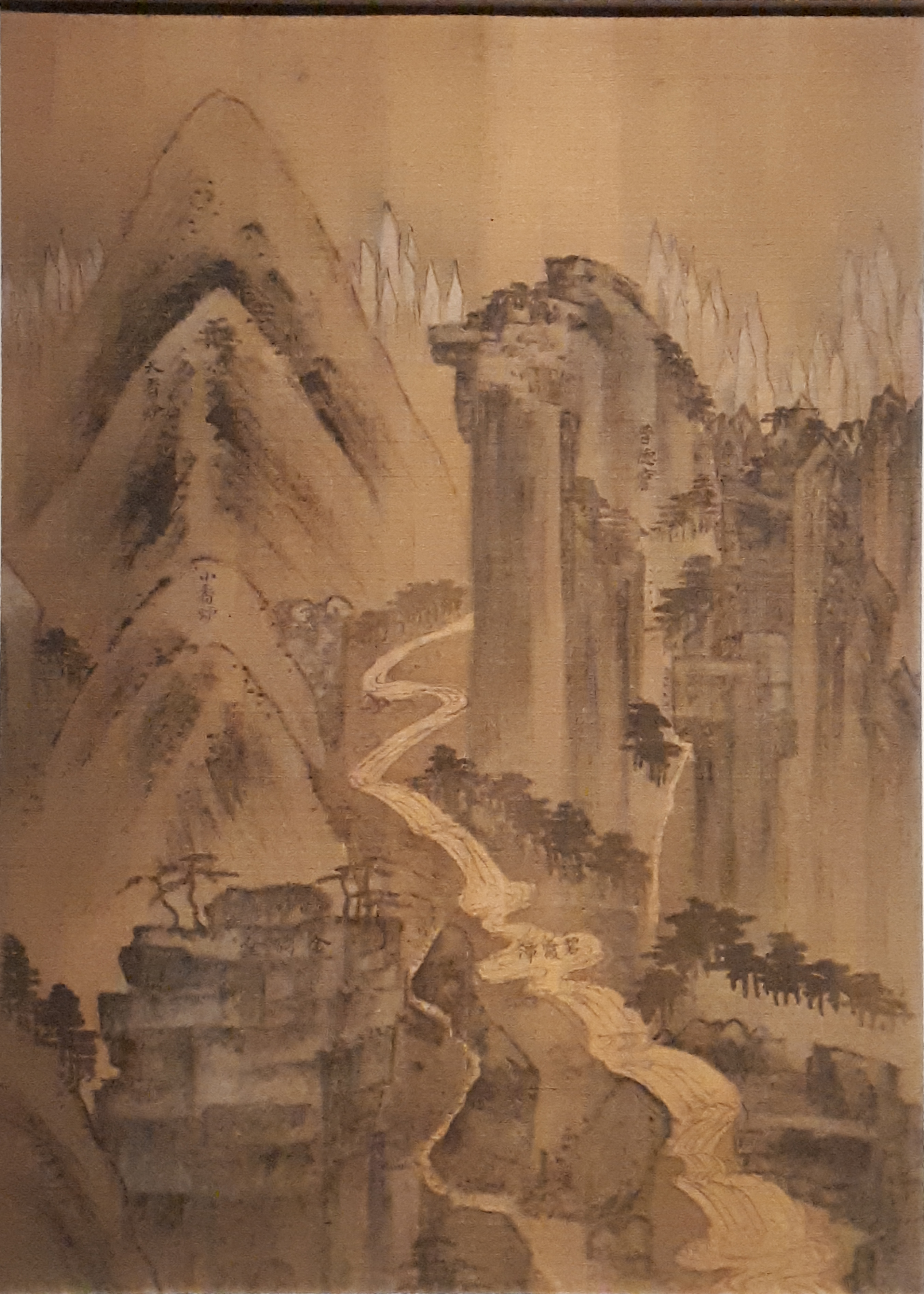

## 같이 보기
- 정선

## 참고 자료
- 정선 필 풍악도첩 - 국가유산청 국가유산포털